# Kado: The Right Answer
Kado: The Right Answer (jap. 正解するカド, Seikai Suru Kado) ist eine Anime-Fernsehserie aus dem Jahr 2017. Sie entstand unter der Regie von Kazuya Murata und Masaki Watanabe bei Toei Animation. Die international veröffentlichte und als Manga adaptierte Serie ist in die Genres Science-Fiction und Drama einzuordnen.

## Handlung
Die jungen Beamten Kōjirō Shindō (真道 幸路朗) und Shun Hanamori (花森 瞬) arbeiten als Unterhändler für das japanische Außenministerium. Shindō ist für sein Verhandlungsgeschick berühmt, Hanamori meist sein Begleiter und Mitarbeiter. Als sie einen Dienstflug antreten, taucht am Himmel über Tokio ein halbtransparenter Würfel auf, der sich rasch vergrößert und auf dem Flugplatz landet – auf ihrer Maschine, die sich nun innerhalb des mysteriösen Würfels befindet. Während die Regierung, Militär und Wissenschaftler herauszufinden versuchen, was es mit dem zwei mal zwei Kilometer großen Würfel auf sich hat, nimmt Shindō im Inneren Kontakt mit dessen Besitzer auf: Yaha-kui zaShunina (ヤハクィザシュニナ, Yahakwi Zashunina) aus einer anderen Dimension.
Bald darauf treten Yaha-kui zaShunina und Shindō gemeinsam aus dem Würfel. zaShunina will mit der Regierung in Verhandlungen treten und Shindō soll ihm beim Vermitteln helfen. Denn die Kommunikation ist trotz seiner modernen Technik nicht ganz einfach für den Besucher aus einer völlig fremden Welt. Die anderen Passagiere und Besatzung des Flugzeuges müssen noch länger auf ihre Rückkehr aus dem Flugzeug warten, da Kado – so der Name des Würfels – einen Monat benötigt sie alle wieder in einen Zustand zu versetzen, in dem sie ihn gefahrlos verlassen können. Währenddessen beginnen die Verhandlungen, die mit einer Abordnung der japanischen Regierung und Parlament öffentlich vor Kado auf dem Flugfeld geführt werden. Die Unterhändlerin Saraka Tsukai (徭 沙羅花) führt diese für die Regierung. Yaha-kui zaShunina, der sagt aus dem „Anisotropen“ zu kommen, bietet der Menschheit eine Unerschöpfliche Energiequelle namens Wam an.
Zunächst erhält nur Japan Wam und die anderen Nationen fordern Japan auf, die Energiequelle an die Vereinten Nationen zu übergeben und drohen mit Sanktionen. Doch Yaha-kui zaShunina will, dass die ganze Menschheit davon profitiert und nicht nur einige große Staaten. Schließlich gelingt es mit Hilfe der genialen wie kindlichen Wissenschaftlerin Kanata Shinawa (品輪 彼方) die Herstellung von Wam zu entschlüsseln und der Premierminister entscheidet, dies der gesamten Welt vorzuführen. Wam entsteht, indem sechs Kugeln ineinandergeformt werden, sodass es Kontakt zum Anisotropen erlangt und daraus Energie ziehen kann. Nach und nach meistern immer mehr Menschen die Herstellung von Wam, das sich so schnell verbreitet. Der Medienunternehmer Adam Ward will zaShunina weitere Geheimnisse entlocken und schickt Journalisten zu ihm. Diese werden in Kado hereingelassen und zaShunina zeigt ihnen seine nächste Gabe: Sansa. Allein dieses zu sehen gibt dem Menschen ein Verständnis des Anisotropen. So ist er beispielsweise in der Lage, nicht mehr zu schlafen, da Teile seines Körpers in anderen Dimensionen dies für ihn tun können. Shindō hat dies als erster erfahren, da er bereits so lange dem Anisotropen ausgesetzt ist. Nachdem Sansa nun über die Medien verbreitet wird, erlangen immer mehr Menschen diese Fähigkeit.
Shindō macht sich jedoch auch immer mehr Sorgen, wie sich diese schnelle Entwicklung auf die Menschheit auswirkt. Er wird von Saraka Tsukai bestärkt, die will dass zaShunina die Erde verlässt, weil seine Gaben die natürliche Entwicklung stören. Als Shindō sich mit zaShunina darüber unterhalten will, wird ihm eine weitere Gabe gezeigt: Nanomis-hein. Es ermöglicht die Kontrolle über die Physik der Umgebung. Gleich im Anschluss wird Shindō in das Anisotrope selbst geführt, wo ihm zaShunina offenbart, dass es die anisotropen Wesen selbst waren, die das Universum geschaffen haben. Sie suchen stets nach neuen Informationen, um sie zu verarbeiten, und schaffen dabei etliche physikalische Systeme. Aus einem der Versuche entwickelte sich unser Universum und die Menschheit, die als erster dieser Versuche eine immer weiter wachsende Menge an Informationen produziert. Daher will zaShunina die Menschheit mit ins Anisotrope nehmen, wofür er sie mit seinem Besuch langsam gewöhnen will. Shindō ist entsetzt und verstört. Da er so kein hilfreicher Verbündeter mehr ist, will zaShunina ihn töten und durch eine Kopie ersetzen. Da tritt ihm Tsukai entgegen, die selbst ein anisotropes Wesen ist, das vor langer Zeit in das Universum eingetreten ist und die Menschheit lieben gelernt hat. Ihr gelingt es zusammen mit Shindō vor zaShunina zu fliehen.
Während zaShunina seinen Plan weiter verfolgt und Nanomis-hein unter die Menschen bringt, bereiten Shindō und Tsukai heimlich ihren Gegenangriff vor. Dafür holen sie Hanamori und Shinawa zu sich und fertigen für Shindō eine Rüstung, um zaShuninas Kräfte auszuhalten und ihm in Verhandlungen überzeugen oder überraschen zu können. Shindō ist sicher, dass zaShunina nicht der Menschheit feindlich gesinnt ist, sondern nur informationsdürstig ist. Also will er ihm dieses Bedürfnis mit einer echten Überraschung stillen. Schließlich kommt es zum Kampf, den Shindō jedoch trotz Rüstung verliert und stirbt. zaShunina bedauert seinen Tod, da er in ihm einen Freund gefunden hatte. Plötzlich taucht ein Mädchen auf, das sich als 16 Jahre alte Tochter von Shindō und Tsukai herausstellt. Sie wurde von Hanamori in einem Raum mit anderem Zeitverlauf aufgezogen und ist als Nachkomme eines Menschen und einer Anisotropen zaShunina deutlich überlegen. Sie kann ihn, der nun tatsächlich von Shindōs Plan verblüfft ist, besiegen. Nach zaShuninas Verschwinden verlieren auch alle seine Gaben ihre Fähigkeiten. Doch da die Menschheit nun von ihnen weiß, will sie sie aus eigener Kraft erforschen.

## Produktion und Veröffentlichung
Die Serie entstand nach einem Drehbuch von Mado Nozaki beim Studio Toei Animation. Regie führten Kazuya Murata und Masaki Watanabe. Das Charakterdesign stammt von Ako Arisaka und der verantwortliche Produzent war Kōichi Noguchi. Tonregie führte Yukio Nagasaki und die Computeranimationen entstanden unter der Leitung von Yasuhiro Kato.
Ein Prolog, Episode 0, wurde am 6. April 2017 exklusiv auf Amazon Prime Video gestreamt. Die Erstausstrahlung der eigentlichen 12 Folgen geschah dann vom 7. April bis 30. Juni 2017 bei Tokyo MX, sowie mit bis zu einer Woche Versatz auch auf BS Fuji, MBS und AT-X. International veröffentlicht wurde der Anime über die Plattform Crunchyroll per Streaming, unter anderem mit deutschen und englischen Untertiteln.

### Synchronisation
| Rolle              | Japanische Stimme |
| ------------------ | ----------------- |
| Kōjiro Shindō      | Hiroaki Miura     |
| Shun Hanamori      | Sōma Saitō        |
| Saraka Tsukai      | Mao Ichimichi     |
| Yaha-kui zaShunina | Takuma Terashima  |

### Musik
Der Vorspann der Serie wurde unterlegt mit dem Lied Tabiuta (旅詩) von Saraka Tsukai und Mao Ichimichi. Das Abspannlied ist Eien no Kotae (永遠のこたえ) von Haruca.

## Manga
Seit dem 22. März 2017 (Ausgabe 5/2017) erscheint im Magazin Morning Two bei Kodansha eine Manga-Adaption der Fernsehserie. Sie wird gezeichnet von Mutsumi Okuhashi.
Ein Spin-off namens Seikai Suru Kado: Aoi Haru to Railgun (正解するカド 青い春とレールガン, ~ Rērugan) gezeichnet von Kōki Ochiai wurde auf
North Star Pictures’ Webmanga-Site Web Comic Zenyon bereitgestellt. Die Kapitel erschienen dort erstmals zwischen dem 6. Mai und dem 7. Juli 2017 und wurden auch in einem Sammelband zusammengefasst. Das Werk spielt nach der fünften Folge der Animeserie und handelt von einer Gruppe von Schülern deren Leben durch die Ankunft von Kado beeinflusst wird.